# Peter Zoller
Peter Zoller (Innsbruck, 16 de setembro de 1952) é um físico austríaco. Trabalha com óptica quântica e teoria da informação quântica, conhecido principalmente por seu trabalho pioneiro sobre computador quântico e também pela conexão entre óptica quântica e física do estado sólido.

## Pesquisa
Como teórico, Peter Zoller escreveu obras importantes sobre a interação de luz laser e átomos. Além de desenvolvimentos fundamentais em óptica quântica, ele conseguiu fazer a ponte entre a informação quântica e a física do estado sólido. O modelo de computador quântico, sugerido por ele e Ignacio Cirac em 1995, é baseado na interação de lasers com íons frios confinados em uma armadilha eletromagnética. Os princípios dessa ideia foram implementados em experimentos nos últimos anos e é considerada um dos conceitos mais promissores para o desenvolvimento de um computador quântico escalável. Zoller e seus colegas pesquisadores também conseguiram vincular a física quântica com a física do estado sólido. Uma de suas sugestões foi construir um simulador quântico com átomos frios e usá-lo para pesquisar fenômenos até então inexplicáveis em supercondutores de alta temperatura. As idéias e conceitos de Zoller atraem amplo interesse dentro da comunidade científica e seus trabalhos são muito citados.

## Livros
Peter Zoller e Crispin Gardiner escreveram os livros em conjunto
- C W Gardiner and Peter Zoller:  Quantum Noise;  Springer, Berlin Heidelberg, 2nd ed. 1999, 3rd ed. 2004
- Crispin Gardiner and Peter Zoller: The Quantum World of Ultra-Cold Atoms and Light Book I:  Foundations of Quantum Optics, Imperial College Press, London and Singapore 2014.
- Crispin Gardiner and Peter Zoller: The Quantum World of Ultra-Cold Atoms and Light Book II:  Physics of Quantum Optical Devices, Imperial College Press, London and Singapore 2015.
- Crispin Gardiner and Peter Zoller: The Quantum World of Ultra-Cold Atoms and Light Book III:  Ultra-Cold Atoms, World Scientific, London and Singapore 2014.